# Preah Khan
Preah Khan, às vezes pronunciado como Prah Khan, é um templo de Angkor, no Camboja, construído no século XII pelo rei Jayavarman VII.
Ele está localizado a nordeste de Angkor Thom e a oeste da Jayatataka baray, ele foi associado com Utara. Foi o centro de uma organização substancial, com quase 100.000 funcionários e servos. O templo é de somente um piso, com um plano básico de sucessivas galerias retangulares em torno de um santuário Budista misturado com pequenas adições de templos Hindu  e de vários adicionamentos posteriores. Como a vizinho templo Ta Prohm, Preah Khan foi deixada em grande parte como foi encontrado, com numerosas árvores e outras vegetações crescendo entre as ruínas.

## História
Preah Khan foi construído no local da vitória do rei Jayavarman VII sobre os invasores Chams em 1191.
O  moderno nome, que significa "espada sagrada", é derivado do significado do original- Jayasri Nagara (cidade da vitória sagrada).  O lugar pode ter sido anteriormente ocupado pelo palácios reais dos reis Yasovarman II e Tribhuvanadityavarman. 
A estela, com a data da fundação do templo, forneceu informações importantes sobre a história e administração do lugar: a imagem principal, do bodhisattva Avalokitesvara, na forma do pai do rei,foi concluída em 1191 (a mãe do rei já havia sido comemorada na mesma maneira em Ta Prohm).  Outras 430 divindades também tinham santuários no templo, cada uma das quais recebeu um lote de alimentos, roupas, perfume e até mesmo redes de mosquito; a riqueza do templo incluía ouro, prata, pedras preciosas, 112.300 pérolas e uma vaca com cornos dourados.
O santuário combinava os papéis de cidade, templo e universidade budista: havia 97840 servidores e funcionários, incluindo 1000 bailarinos e 1000 professores.

## O lugar
. 

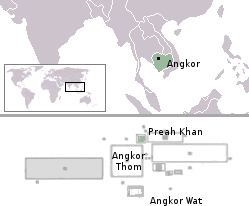
Preah Khan é nordeste de Angkor Thom.

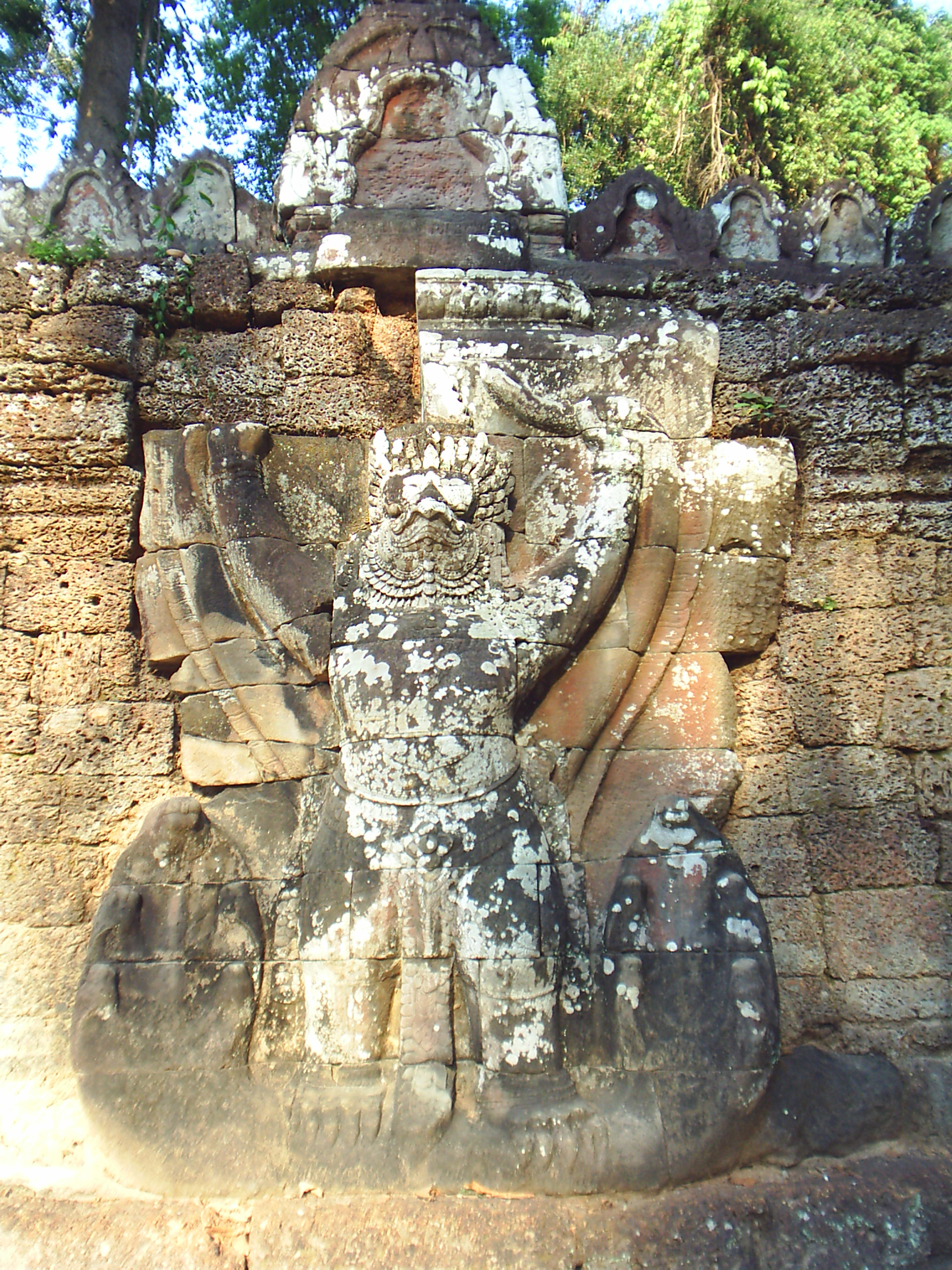
A parede externa tem garudas de 5 m segurando nagas. Imagens de Buda nos nichos acima foram destruídos na reação anti-budista de Jayavarman VIII

A parede externa de Preah Khan é de laterita, e tem 72 garudas segurando nagas a cada 50 m intervalos. Rodeado por um fosso, mede 800 por 700 m e abrange uma área de 56 hectares (138 acres). Como de costume Preah Khan é orientada em direção ao leste, esta era a entrada principal, mas existem outras em cada um dos pontos cardeais.
Cada entrada tem uma ponte sobre o fosso com Nagas transportando devas e asuras semelhantes aos de Angkor Thom; Glaize considerou esta uma indicação de que a cidade de Preah Khan foi mais significativa do que as de Ta Prohm ou Kdei Banteay.
No Hall of Dancers as paredes são decoradas com apsaras, as imagens de Buda em nichos acima deles foram destruídas na reação anti-budistas de transformar o templo Budista em um Hindu sob Jayavarman VIII. Ao norte do Hall of Dancers existe uma estrutura de dois andares com colunas redondas, nenhum outro exemplo desta forma de edificação sobrevive em Angkor, embora existam vestígios de construções semelhantes em Ta Prohm e Kdei Banteay, Freeman e Jacques especulam que o edifício pode ter sido um celeiro.

## Galeria

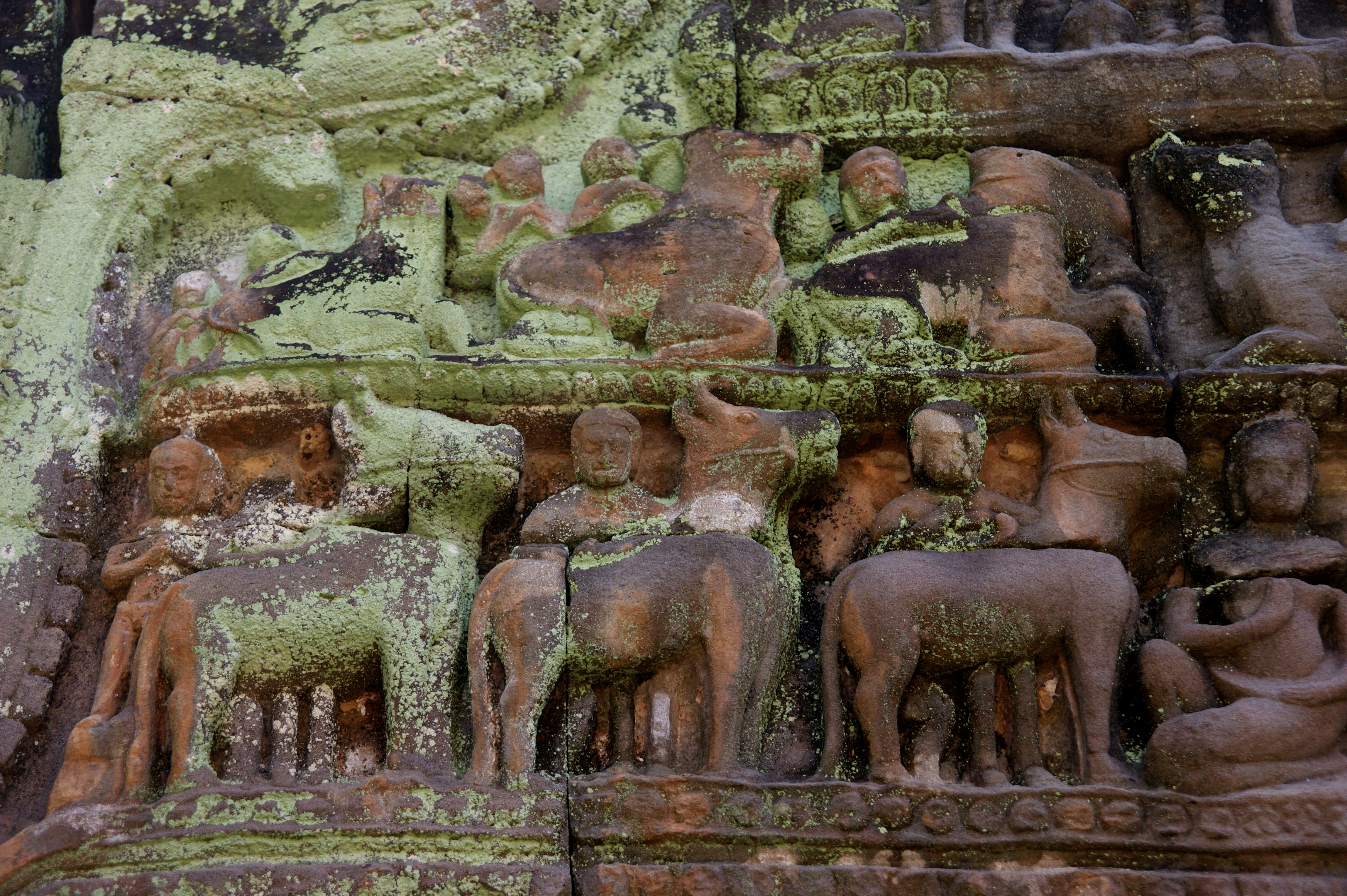
Esculturas em Preah Khan
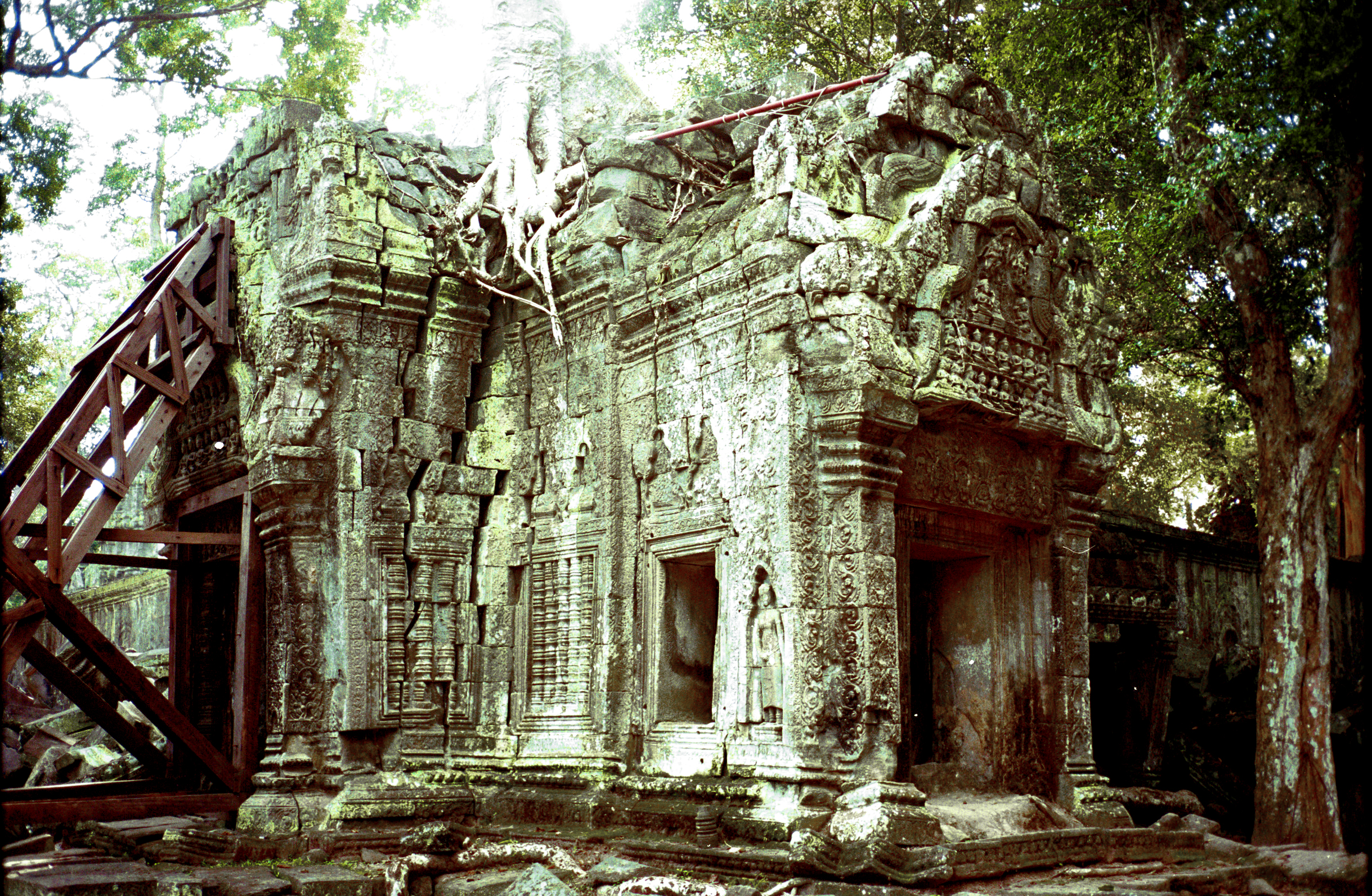
Ruínas da Livraria de Preah Khan
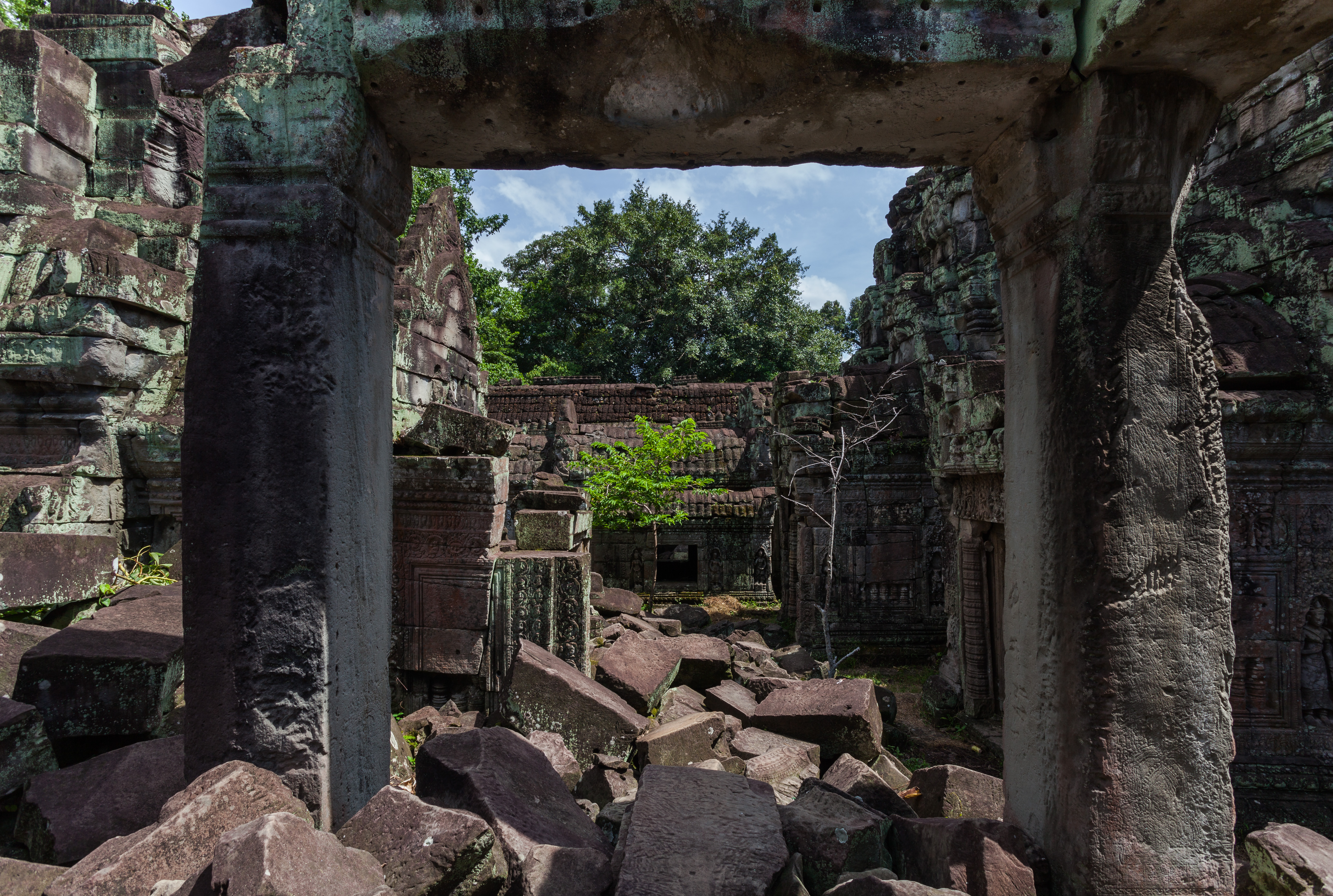
Ruínas do Templo de Preah Khan
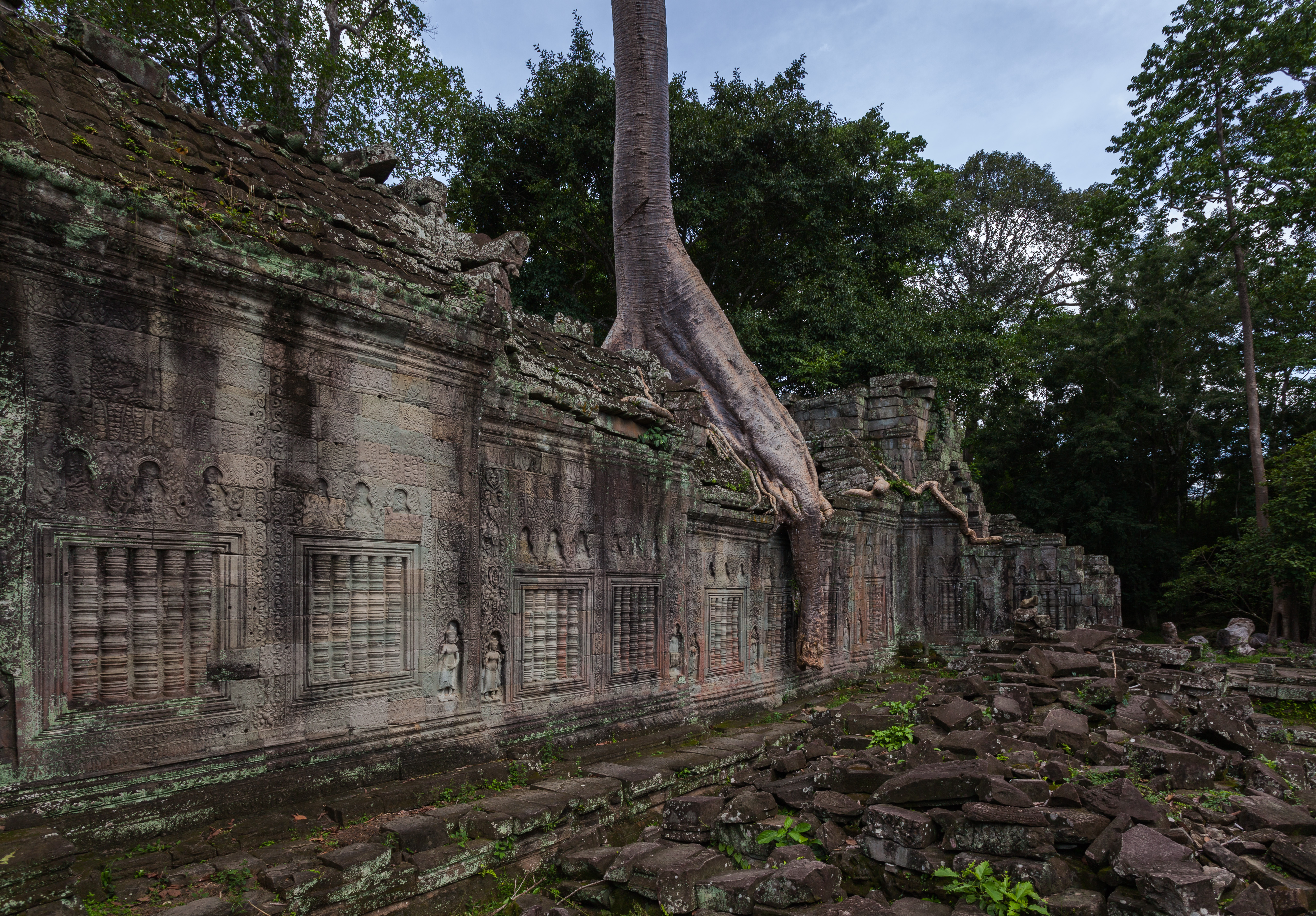
Parede do templo com baixo-relevo
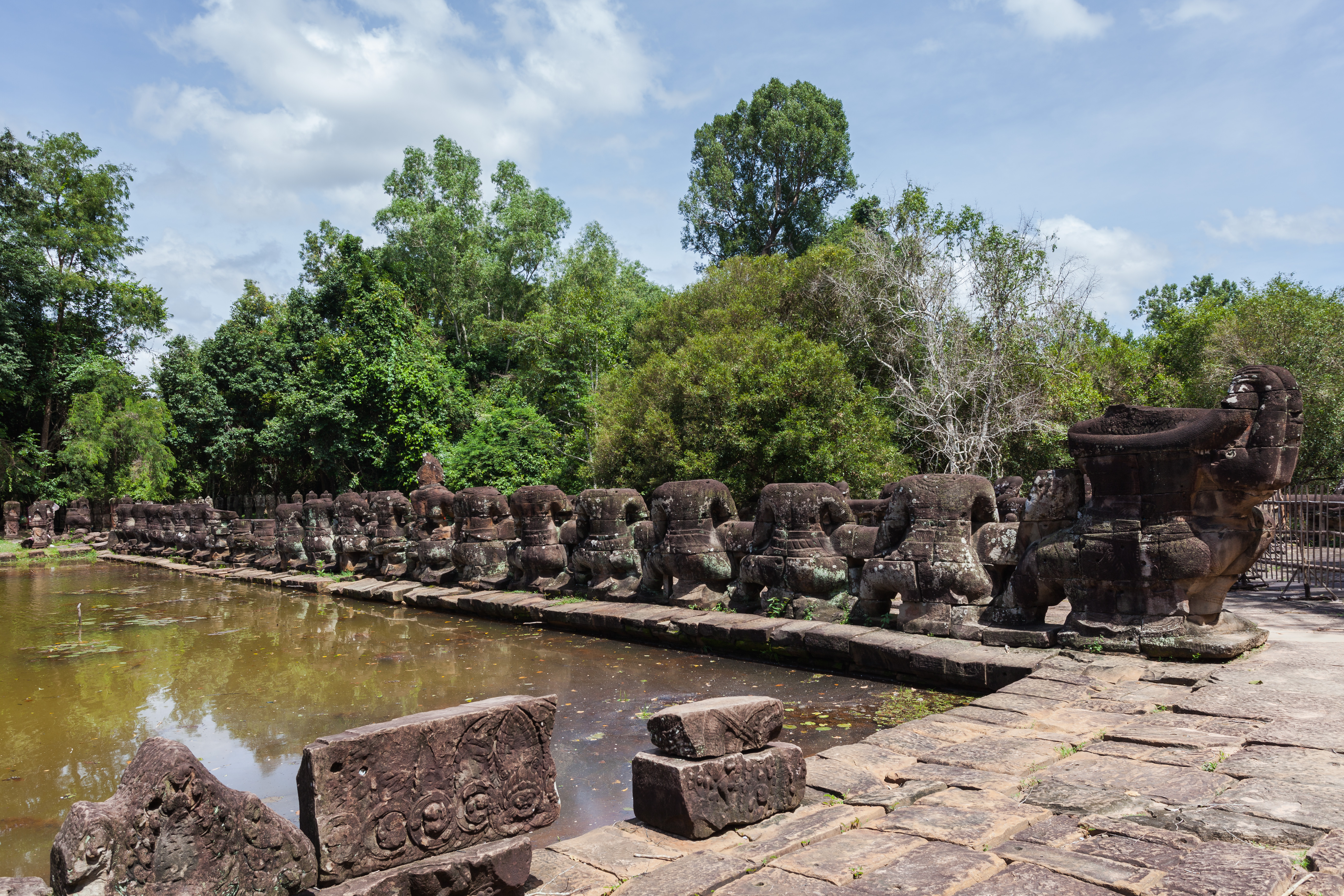
Plataforma de entrada
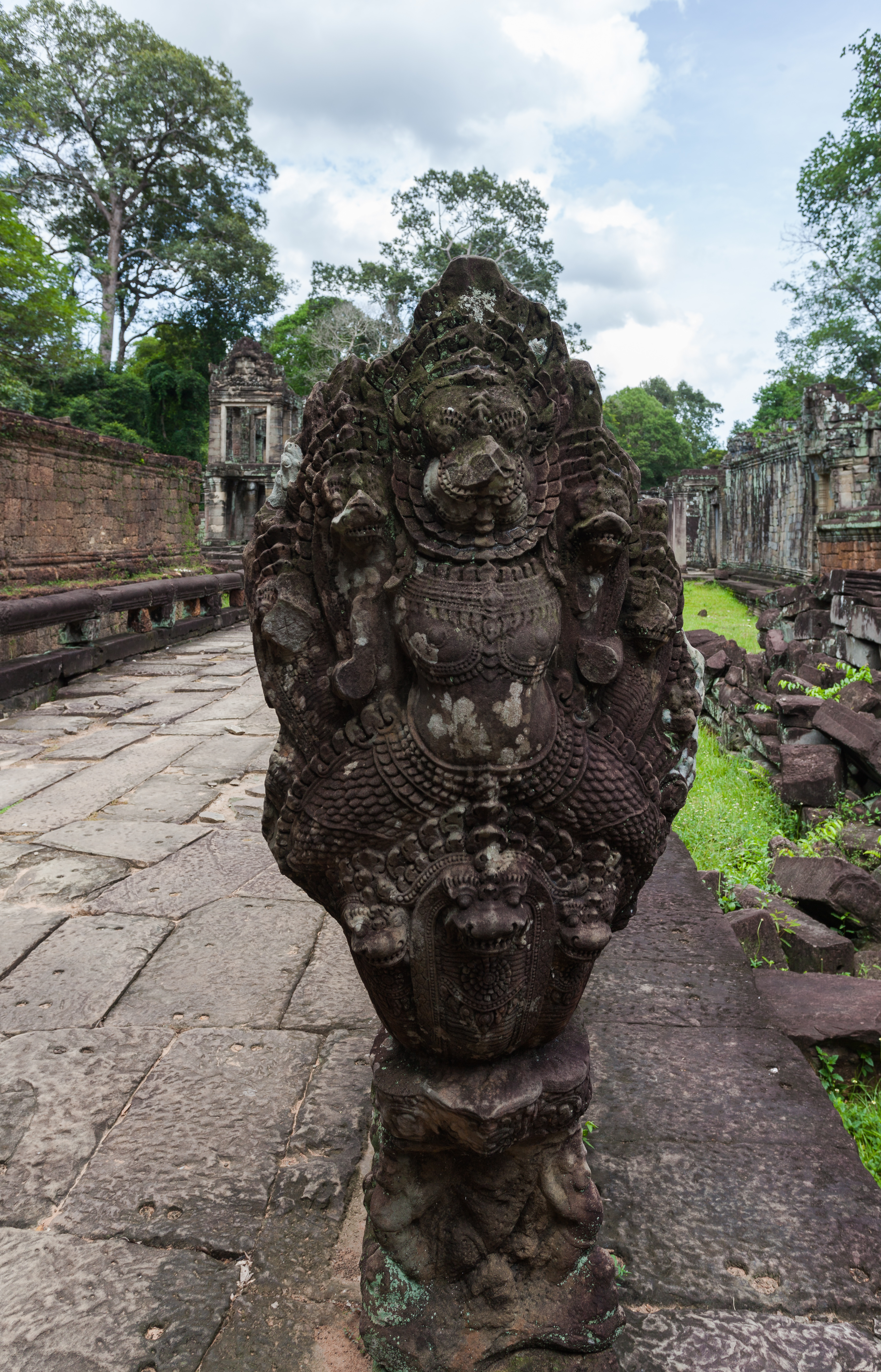
Nāga em Preah Khan
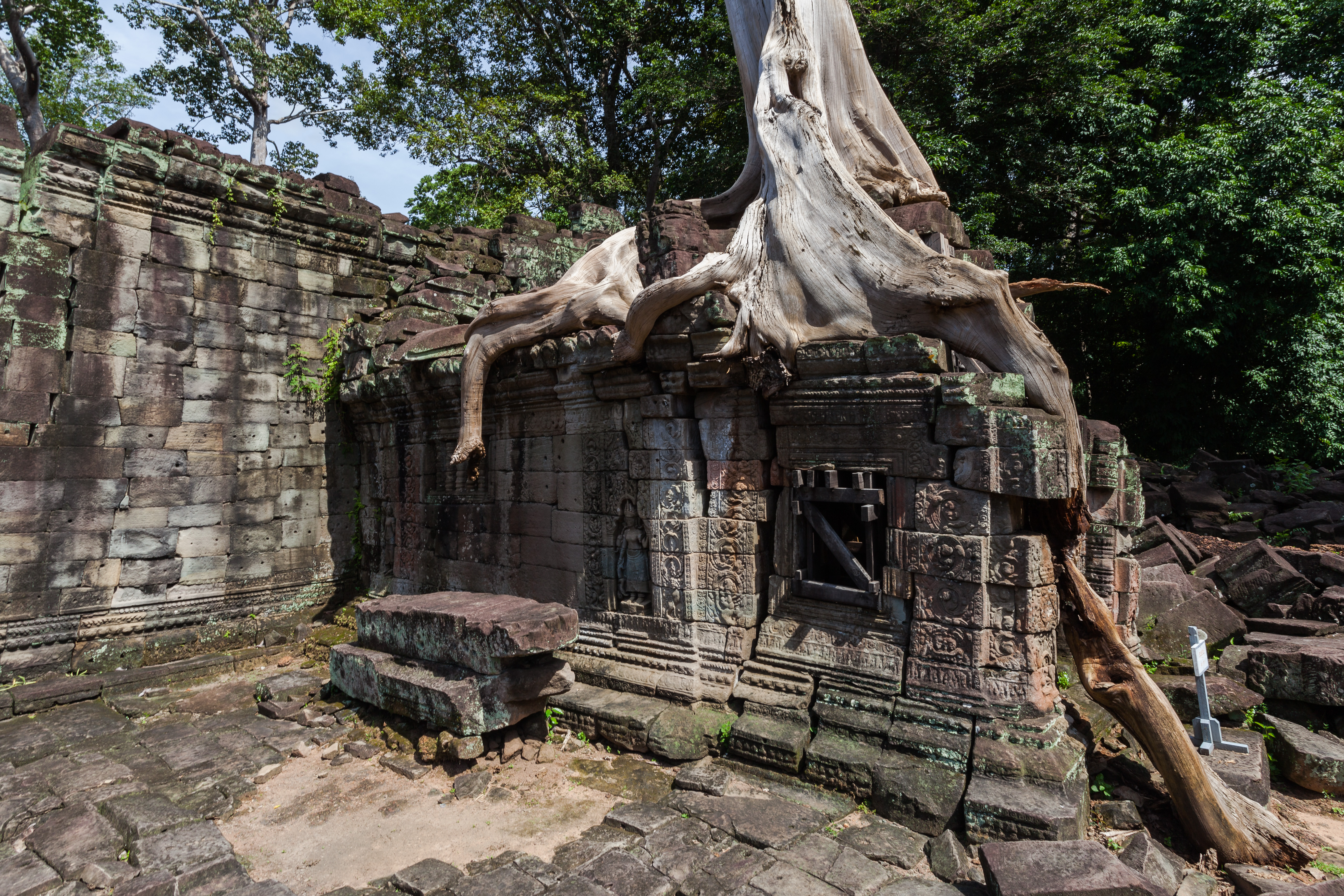
Árvore em um edifício